# Chamizo
Chamizo ist eine Ortschaft in Uruguay.

## Geographie
Chamizo befindet sich auf dem Gebiet des Departamento Florida in dessen Sektor 2 in der Cuchilla del Chamizo. Südlich erstreckt sich jenseits der vom nahegelegenen Río Santa Lucía gebildeten Grenze zum Nachbardepartamento Canelones die Cuchilla Pérez. Nächstgelegene Ansiedlungen auf Departamentogebiet sind im Westen Mendoza Chico und Fray Marcos im Osten.

## Geschichte
Am 21. Oktober 1931 wurde Chamizo durch die gesetzliche Regelung des Ley No. 8.796 als Pueblo eingestuft.

## Infrastruktur
Durch den Ort führt die Ruta 6, auf die hier die Ruta 94 trifft. Zudem verläuft die Eisenbahnstrecke Toledo–Rio Branco durch Chamizo.

## Einwohner
Die Einwohnerzahl von Chamizo beträgt 540 (Stand: 2011), davon 270 männliche und 270 weibliche.
| Jahr | Einwohner |
| ---- | --------- |
| 1963 | 474       |
| 1975 | 533       |
| 1985 | 447       |
| 1996 | 442       |
| 2004 | 587       |
| 2011 | 540       |

Quelle: Instituto Nacional de Estadística de Uruguay

## Söhne und Töchter von Chamizo
- Francisco Pérez (1934–2024), Radrennfahrer
- Diego Torres (* 1992), Fußballspieler